# Донець-Захаржевський Григорій Єрофійович
Григорій Єрофійович Донець-Захаржевський (Донець) — стольник, полковник Харківського слобідського козацького полку (1668—1691) і Ізюмського слобідського козацького полку. Протягом більше 20 років вів боротьбу з татарами. В кінці життя був відомий як чернець Курязького монастиря Овдій.

## Біографія
Одні з перших згадувань про Григорія Донця в 60-х роках XVII-го сторіччя вказують на нього як на сотника Харківського полку. У 1668 (1669) році відбувається антимосковське повстання в Харкові на чолі з полковником Іваном Сірком. Новопризначеного полковника Харківського полку Федора Ріпку, та декілька старшин було вбито харківськими козаками на чолі з Іваном Кривошликом. Новим ватажком промосковської партії, та полковником Харківського полку стає сотник Григорій Донець.
У 1677 році  Григорію Донцю наказано відати також Балаклійським слобідським полком. Його попереднього полковника Якова Чернігівця було усунено з полковництва, в чому бачать втручання того ж Григорія Донця, який мав дружні відносини з білгородським воєводою Григорієм Ромодановським. Балаклійський полк було повністю приєднано до Харківського полку, з часом (1688 рік) він став основою новоутвореного Григорієм Донцем Ізюмського слобідського козацького полку.
5 травня 1669 року на ім'я полковників: Харківського — Григорія Донця, Охтирського — Дем'яна Зинов'єва, Сумського — Герасима Кондратьєва надходить царська грамота з подяками, та наданням пільг.
Зиму 1673 року Григорій Донець проводить в полковому місті Охтирці в зв'язку з небезпекою татарської навали на Слобідські козацькі полки (зокрема з півночі вони загрожували саме Харківському полку).
У 1679 році Григорій Донець зупиняє ногайців які розорили Чугуїв та навколишні селища. Він повністю зачистив від кочівників землі по Сіверському Дінцю (в тогочасних паперах просто Донець), за що на думку істориків XIX сторіччя й отримав прізвисько «Донець».
У 1680 році Григорій Донець розбиває чергову навалу татар коло Золочіва.
13 липня 1688 року харківські козаки на чолі з Григорієм Єрофійовичем Донцем розбивають татар, які відступаючи сплюндрували Андріївку.
На Слобожанщині він так само знаменитий будівництвом багатьох населених пунктів, фортець, захисних ліній (валів). Найбільше число укріплень під його керівництвом споруджено по річці Сіверський Донець. При ньому і завдяки йому Ізюм став центром сформованого Ізюмського слобідського полку, також відданого йому в управління. Григорій Єрофійович став першим полковником даного полку. Ізюмський слобідський козацький полк став першим полком, де був відсутній представник центральної царської влади — воєвода.
Засновник слобожанського дворянського роду Донців-Захаржевських.

## Чернець Овдій
Григорій Єрофійович у 1663 році на шляху від Харкова до Полтави та Києва започатковує монастир. За місцем розташування на річці Куряж, він отримав назву Курязького Преображенського монастиря. За допомогою харківської козацької старшини та заможних мешканців Харкова Курязький монастир швидко забудовується. Саме Григорій Єрофійович запрошує першого настоятеля Іоїла зі Святогірського монастиря. Коли Іоїл повертається до Святих гір, Григорій Єрофійович запрошує ігумена Манасію до Куряжу з Зміївського монастиря. Все своє життя Григорій Єрофійович разом з мешканцем Харкова Логгіном Федоровичем були ктиторами монастиря.
Наприкінці життя (1690 рік) полковник сам оселяється в побудованому ним монастирі, як чернець Овдій. Саме в цьому монастирі скінчилося життя славетного козацького полковника.

## Родинні зв'язки
Був одружений (дружина невідома), родина мала трьох дітей: Костянтин, Іван, Федір
- Костянтин Григорович (помер 1692 року) — полковник Ізюмського полку (1688—1692 роки).
- Федір Григорович — наказний полковник Харківського полку та Ізюмського полку. Полковник Харківського полку (1691—1706).
- Іван Григорович — неодноразово наказний полковник Харківського полку (XVII—XVIII ст.).

## Вшанування пам'яті

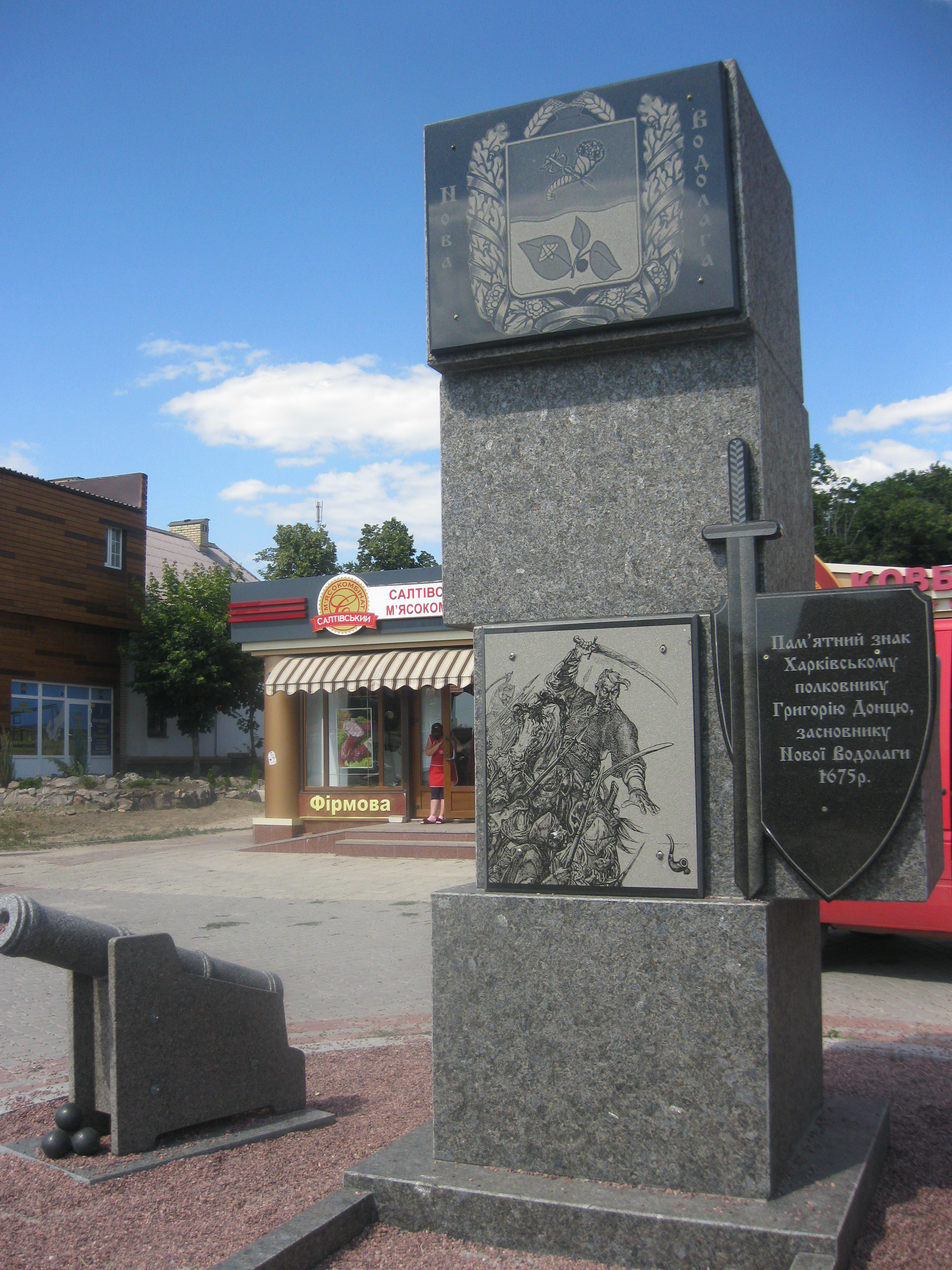
Пам'ятний знак Григорію Донцю-Захаржевському у селищі Нова Водолага на Харківщині

У місті Харків є вулиця Донця-Захаржевського.
Також у місті Ізюм вулиця Донця-Захаржевського.
25 квітня 2024 року у місті Дергачі провулок Чайковського перейменували на провулок Донця-Захаржевського.